# Lijst van Belgische adelsverheffingen 1981
Personen die in 1981 in de Belgische adel werden opgenomen of een adellijke titel verwierven.

## Baron
- Maurice Gilliams, schrijver, persoonlijke adel en persoonlijke titel van baron.

## Jonkheer
- Georges Penneman de Bosscheyde (1916-1982), erkenning erfelijke adel.
- Guy Penneman de Bosscheyde (1925-2002), erkenning erfelijke adel.